# Las doradas manzanas del sol (cuento de Ray Bradbury)
Las doradas manzanas del sol (título original en inglés: The Golden Apples of the Sun) es un cuento del escritor estadounidense Ray Bradbury publicado originalmente en el libro homónimo Las doradas manzanas del sol (1953).
Posteriormente fue incluido en varias antologías de cuentos: R Is for Rocket (1962), Twice 22 (1966) y The Stories of Ray Bradbury (1980).
El título le viene de un poema de W.B. Yeats: The Song of Wandering Aengus. 

## Argumento
La nave Copa de Oro navega por el espacio en dirección al Sol con una audaz misión: coger un trozo y llevarlo a la Tierra.